# Kakumiro (district)
Kakumiro is een district in het westen van Oeganda. Hoofdstad van het district is de stad Kakumiro. Het district telde bij de volkstelling in 2014 293.108 inwoners en in 2020 ongeveer 473.000 inwoners op een oppervlakte van 1.668 km². Meer dan 90% van de bevolking woont op het platteland.
Het district ontstond in 2012 bij opsplitsing van het district Kibaale. Het district is onderverdeeld in twee steden (Kakumiro en Kisiita) en twaalf sub-county's.